# Austrophorocera gilpiniae
Austrophorocera gilpiniae là một loài ruồi trong họ Tachinidae.